# Oromocto
Oromocto es un municipio de Canadá situado en el condado de Sunbury, en Nuevo Brunswick. Según el censo de 2021, tiene una población de 9045 habitantes.
Está ubicado en la unión de los ríos Saint John y Oromocto, aproximadamente 22 kilómetros al sureste de Fredericton. Antes de la llegada de los conquistadores, el lugar fue utilizado por los indígenas como lugar de campamento y cementerio. La palabra Oromocto tiene su origen en la voz aborígena WEL—A—MOOK—TOOK. Hay varias versiones sobre su significado, pero la más comúnmente aceptada es que se traduciría como "río profundo" o "buen río para la navegación por canoa".
Es la sede administrativa del gobierno del grupo indígena Oromocto (en Canadá, Oromocto First Nation) y es donde se ubica la base militar Gagetown, alrededor de la cual se desarrolló la comunidad.

## Historia
Durante la Guerra de Independencia de los Estados Unidos, se creía que los estadounidenses invadirían partes de Nuevo Brunswick, especialmente Maugerville y Sheffield, por entonces prósperas comunidades inglesas. En 1777, se construyó un fortín a orillas del río Oromocto para proteger la zona. La invasión nunca se concretó y el fortín fue finalmente demolido. Recién fue reconstruido durante la guerra de 1812.
En 1783 llegaron a la zona los lealistas del Imperio Unido. La comunidad prosperó, y a medida que los antiguos lealistas se mudaban o morían, llegaban jóvenes a la zona. Desde Oromocto, estos primeros colonos se trasladaron y fundaron las comunidades de Geary, Lincoln, Rusagonis y varias otras.
Oromocto era originalmente una base de construcciones navales durante el siglo XIX, pero fue declinando después de que la industria cerró. Durante sus días más productivos producía aproximadamente 22 barcos. Esto fue posible gracias a la abundancia de madera, bosques y serrerías, lo que generó  estabilidad económica a Oromocto, incluso después que el negocio de la construcción naval declinó. La localidad se mantuvo como una pequeña villa hasta que fue seleccionada como sede para una área de formación militar, a principios de los años 50. El Campamento Militar (Campamento Gagetown) abrió en 1955 como la reserva militar más grande en la Mancomunidad de Naciones en su historia.
Oromocto experimentó una transformación cuando comenzó a ser diseñada como una "ciudad modelo". Está concebida para ser una primera opción para vivir por parte de quienes integran las fuerzas de Canadá en la base. Hoy la entera economía de Oromocto depende la base militar de Gagetown.

## Demografía
| Año  |  | Población |  |
| 1871 |  | 400       |  |
| 1956 |  | 661       |  |
| 1961 |  | 12170     |  |
| 1971 |  | 11427     |  |
| 1981 |  | 9064      |  |
| 1991 |  | 9325      |  |
| 2001 |  | 8843      |  |
| 2006 |  | 8402      |  |
| 2011 |  | 8932      |  |
| 2016 |  | 9223      |  |
| 2021 |  | 9045      |  |
| ---- |  | --------- |  |

## Geografía y lugares de interés
La ciudad está ubicada en el valle del río Saint John, provista de hermosa vegetación y una atractiva vista marina en ambos ríos. Un parque pequeño y un parque de deportes acuáticos ocupan el área en el río Oromocto cerca del centro de la ciudad. La atracción durante la vida nocturna es la taberna y restaurante Griffon. El centro comercial de la ciudad posee una pizzería, Tim Hortons, una tienda de ventas minoristas, una droguería (farmacia), una barbería, así como un supermercado de la empresa Atlantic Superstore. Un distrito empresarial se ha establecido moderadamente y de forma satisfactoria en el área de la carretera Restigouche, y la ciudad presenta un hospital pequeño, instalaciones campestres, e iglesias. La ciudad es el centro de distribución principal de las tiendas de comestibles "Sobeys" , una funerario, una biblioteca y centro de recreación. Donde las fronteras de la ciudad en CFB Gagetown, hay también un Canex con un salón y barbería, un salón de hockey y arena de squash, piscina, y una unión de crédito, junto a aeronaves y vehículos militares en el exterior.
Adyacente a la ciudad, en los límites orientales está la Primera Reserva de Naciones de Oromocto, una pequeña comunidad Mi'kmaq/Maliseet (indígenas).
El ferrocarril nacional canadiense se encuentra abandonado, la cual recorrió a través desde la ciudad hacia CFB Gagetown, en marzo de 1996. Hoy, este ferrocarril ha sido desarrollado de esta manera como estela recreativa y es parte de la red "Sentier NB Trail". Esta porción particular del trayecto pasa entre Fredericton, Oromocto y Burton, también anfitriones del Trans Canadá Trail.